# AK Svigo
Auto klub Svigo, hrvatski automobilistički klub iz Rupe kod Šapjana. Osnovan je 2004. godine. Uspješni vozači iz ovog kluba su Zoran Srok, Marino Čargonja, Ferdinand Pađen, Mauro Hlača, Marin Pađen. Klub je uspješan u autocrossu. Staza Auto i moto cross centra Svigo u Rupi, blizu granice Hrvatske i Slovenije, najbolja je hrvatska autocrosserska staza. Vlasnik staze je Igor Svaguša, koji je također aktivni natjecatelj i predsjednik AK Svigo. Natjecanje koje se odvija na toj stazi zove se Autocross Rupa - Nagrada Jelenja.

## Vanjske poveznice
- Racing.hr  Arhivirana inačica izvorne stranice od 26. studenoga 2020. (Wayback Machine)
- Autosport.hr[neaktivna poveznica]
- Sportcom Igor Svaguša, predsjednik AK Svigo, na vlastitoj stazi pobijedio u kategoriji buggy jednosjedi